# Max Andersson (Comiczeichner)

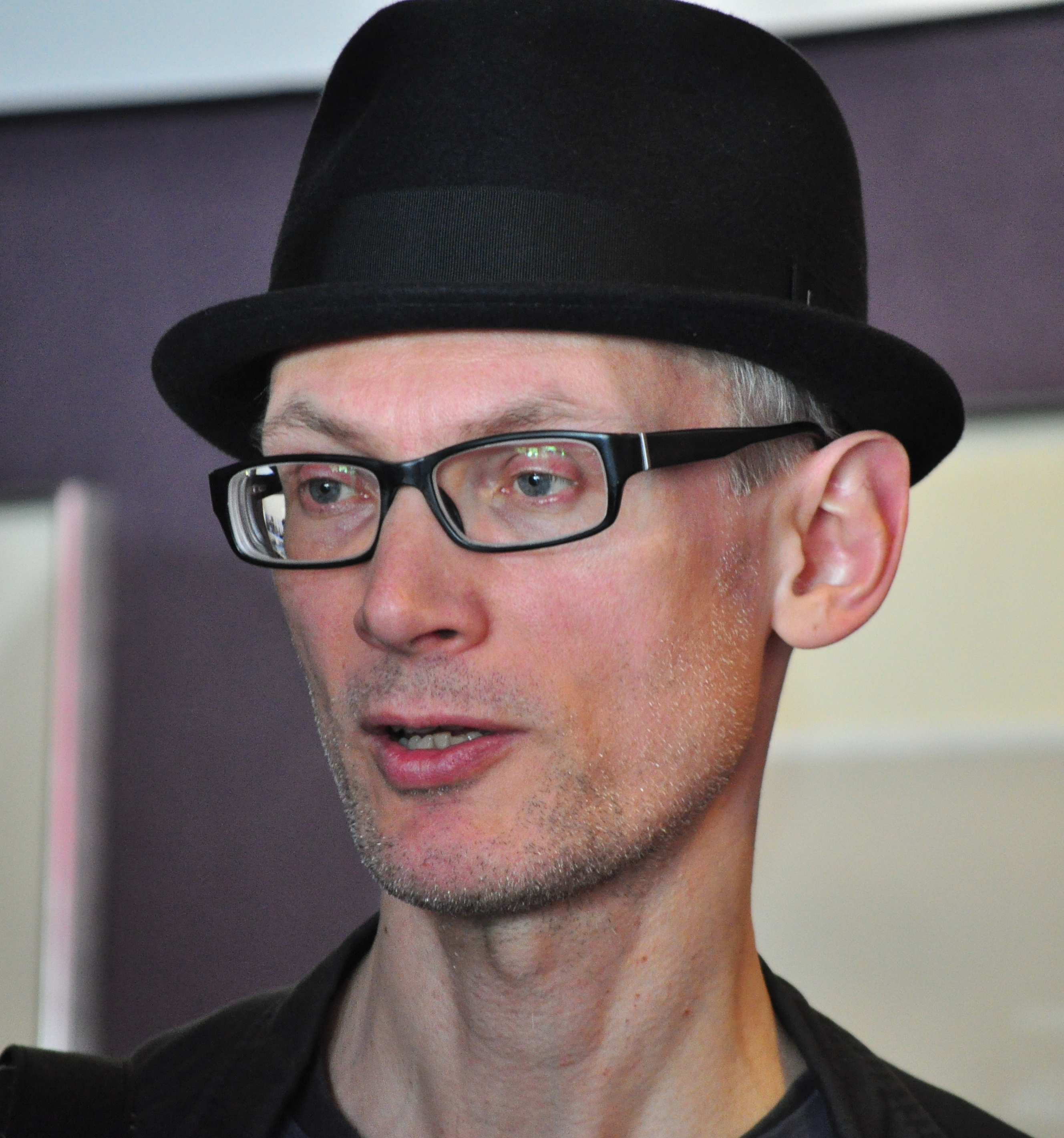
Andersson auf dem Seattle International Film Festival, 2013

Max Andersson (* 1962 in Karesuando, Schweden) ist ein schwedischer Comiczeichner, zeichnet aber auch verantwortlich für mehrere Kurzfilme.

## Leben
Andersson studierte von 1982 bis 1984 graphisches Design an der RMI-Berghs in Stockholm und 1985 Filmproduktion an der New York University.
Ab 1987 veröffentlichte er eigene Comics im schwedischen alternativen Comicmagazin Galago, aber auch die große Mainstream-Zeitung Dagens Nyheter druckte seine Arbeiten ab.
Seit 1992 veröffentlichte er mehrere Alben, die dann neben Deutsch auch in mehrere andere Sprachen übersetzt wurden, darunter Finnisch, Englisch, Französisch, Japanisch, Tschechisch, Spanisch, Koreanisch und Polnisch (sein Werk „Pixy“ ist dabei das erste in den USA erschienene Album eines schwedischen Comiczeichners).
Seine Comics erschienen auch in mehreren Anthologien in diversen Sprachen sowie in verschiedenen Magazinen.

## Auszeichnungen
- Internationale Filmfestspiele Berlin, Unicef Special Award 1985
- Melbourne International Film Festival, erster Preis, Animation 1985
- Los Angeles Animation Celebration, zweiter Preis 1985
- Urhunden, Seriefrämjandet 1994
- Adamson, Svenska Serieakademin 1995
- Svensk Bokkonst, Königliche Bibliothek zu Stockholm 2003

## Werke
- Pixy, Jochen Enterprises (1995)
- Container, Jochen Enterprises (1996–1999)
- Film, Jochen Enterprises (1998)
- Die Ausgrabung, in: Plaque 01, Avant-verlag (2002)
- Bosnian Flat Dog¹ zusammen mit Lars Sjunnesson, Reprodukt (2004)